# BVB Volksbank
Die BVB Volksbank eG (Bad Vilbeler/Bergen-Enkheimer Volksbank) war eine Genossenschaftsbank mit Sitz in Bad Vilbel. Heute existiert sie als Niederlassung der Frankfurter Volksbank, mit der sie 1999 fusionierte.

## Geschichte

Logo seit 1999

Die Bad Vilbeler Volksbank wurde 1924 von ortsansässigen Bürgern und Kaufleuten gegründet. In den nächsten Jahrzehnten folgen einige Fusionen mit Nachbargenossenschaften, unter anderem 1981 mit der Raiffeisenbank Berkersheim e. V., die bereits 1828 als „Spar- und Leihkasse“ gegründet wurde, und 1991 mit der Bergen-Enkheimer Volksbank eG. Diese vorerst letzte Vereinigung führte zur Umfirmierung von der Bad Vilbeler zur BVB-Volksbank.
In den 1980er Jahren spielt die damalige Bad Vilbeler Volksbank eine bundesweit beachtete Rolle als eine der Gläubigerbanken im Kreditskandal um die IBH-Holding, der die Volksbank einige Millionen D-Mark geliehen hatte.
Das Geschäftsgebiet der BVB-Volksbank umfasste zuletzt die Städte Bad Vilbel, Karben und Maintal, die Gemeinden Niederdorfelden und Schöneck, sowie die Frankfurter Stadtteile Bergen-Enkheim, Berkersheim, Harheim, Nieder-Erlenbach und Nieder-Eschbach.
Zum 1. Januar 1999 erfolgte die Fusion mit der deutlich größeren Frankfurter Volksbank eG, die mit dieser Fusion zur nach Bilanzsumme zweitgrößten Volksbank Deutschlands (nach der Berliner Volksbank) wurde. Viele Standorte in kleineren Orten und Ortsteilen überlebten diese Fusion nicht oder nur als SB-Standorte, wogegen sich seinerzeit reger Protest, u. a. in Berkersheim, unter den Mitgliedern und Kunden erhob. Hans-Joachim Tonnellier, Vorstandsvorsitzender der Frankfurter Volksbank, hatte Filialschließungen vor der Unterzeichnung des Kooperationsvertrages 1998 noch ausgeschlossen.
Noch wenige Monate vor der Fusion bezog die BVB-Volksbank ein für 30 Millionen DM neu errichtetes Verwaltungsgebäude am Bad Vilbeler Marktplatz, das heute weiterhin von der Frankfurter Volksbank benutzt wird. Dort arbeiteten 2008 über 400 Mitarbeiter der Frankfurter Volksbank und damit mehr als in der Hauptstelle am Börsenplatz in Frankfurt.
Die BVB-Volksbank ist heute rechtlich eine Niederlassung der Frankfurter Volksbank und führt ihr Logo noch in der Außenwerbung der Filialen.

## Zahlen vor der Fusion
Die BVB-Volksbank hatte Ende 1997 56.000 Kunden, beschäftigte 260 Mitarbeiter und wies eine Bilanzsumme von rund 1,5 Milliarden DM auf. Die Frankfurter Volksbank kam zum gleichen Zeitpunkt auf 160.000 Kunden bei 750 Mitarbeitern und einem Geschäftsvolumen von rund 5,7 Milliarden DM.
Die Bankleitzahl der BVB-Volksbank lautete 51861325.

## BVB-Stiftung
Teil des Fusionsvertrages der BVB-Volksbank mit der Frankfurter Volksbank war die Gründung der BVB-Stiftung. Sie entstand im Jahr 2000 mit einem Stiftungsvermögen von 3 Millionen DM. Im Gründungsvertrag verpflichtete sich die Frankfurter Volksbank, jährlich weitere 100.000 DM einzuzahlen, bis ein Stiftungsvermögen von 5 Millionen DM erreicht sei.
Die erwirtschafteten Erträge aus dem Stiftungsvermögen werden als Spenden an soziale Einrichtungen, Vereine, Kirchen, Freiwilligen Feuerwehren und Schulen im früheren Geschäftsgebiet der BVB-Volksbank ausgeschüttet. Seit ihrer Gründung bis zum Jahresende 2020 hat sie Projekte mit einer Gesamtfördersumme von 1,32 Mio. Euro unterstützt.